# Jairo Hernández
Hernández  Montoya est un nom espagnol. Le premier nom de famille, en général paternel, est Hernández ; le second, en général maternel, souvent omis, est Montoya.
Jairo de Jesús Hernández Montoya, né le 13 août 1972 à Calarcá (département de Quindío),, est un coureur cycliste colombien. 

## Palmarès et résultats

### Palmarès par année
- 1990
  -  Champion de Colombie sur route juniors
- 1991
  - Clásica de El Carmen de Viboral
- 1993
  -  Champion de Colombie sur route amateurs
  - Vuelta de la Juventud
- 1994
  - 9e étape du Tour de Colombie
- 1995
  - Tour du Guatemala
- 1996
  - Prologue de la Vuelta al Tolima
  - 2e étape du Tour de Colombie
- 1997
  - 8e étape du Clásico RCN (en)
- 1998
  - 13e étape du Tour de Colombie
- 1999
  - Vuelta al Tolima
  - Clásico RCN (en)
    - Classement général
    - 5e, 6e et 7e étapes

  - 3e du championnat de Colombie du contre-la-montre
- 2000
  - 6e étape du Clásico RCN (en)
  - 3e du Tour d'Argentine
- 2001
  -  Champion panaméricain du contre-la-montre
  - 2e (contre-la-montre par équipes) et 8e étapes du Tour de Colombie
  - 3e du Tour de Colombie
- 2002
  - 4e étape de la Vuelta a Antioquia
- 2003
  - 4e étape de la Vuelta a Boycá
  - 3e du Clásico RCN (en)
- 2004
  - Clásica de Rionegro
  - 8e et 9e étapes du Tour de Colombie
  - Prologue de la Clásica de Girardot
  - 3e (contre-la-montre par équipes) et 5eb étapes de la Doble Copacabana
  - 2e du Tour de Colombie
  - 3e du championnat de Colombie du contre-la-montre
- 2005
  - 7e étape du Clásico RCN (en)
  - 6ea étape de la Doble Copacabana
  - 2e de la Doble Sucre Potosí
  - 3e du Clásico RCN (en)
- 2006
  - Vuelta al Tolima :
    - Classement général
    - 3e étape (contre-la-montre)
- 2007
  - Clásica Nacional Marco Fidel Suárez (es) :
    - Classement général
    - 1re et 3e (contre-la-montre) étapes

### Résultats sur les grands tours

#### Tour d'Espagne
1 participation
- 1997 : 51e